# Parallelia calefasciens
Parallelia calefasciens är en fjärilsart som beskrevs av Walker 1852. Parallelia calefasciens ingår i släktet Parallelia och familjen nattflyn. Inga underarter finns listade i Catalogue of Life.